# Ston och föl i flodlandskap
Ston och föl i flodlandskap (engelska: Mares and Foals in a River Landscape) är en oljemålning av den engelske konstnären George Stubbs. Den målades 1763–1768 och ingår sedan 1959 i Tate Britains samlingar i London. 
Stubbs specialiserade sig på att måla djur; mest kända är hans realistiska hästporträtt med stark individuell karakterisering. Han ägnade sig åt noggranna anatomiska studier och bokstavligen dissekerade hästar för att skriva boken The anatomy of the Horse 1766. Hans anatomiska expertis gjorde det lätt för honom att övertygande placera ut hästarna i tilltalande konfigurationer. Han målade först djuren (antagligen baserat på skisser utförda på plats) och fyllde därefter i det omgivande landskapet utan att använda någon förlaga.  
Han målade en serie studier av avelsston och föl placerade framför skiftande bakgrunder under 1760-talet. Vanligtvis var det beställningsverk från olika engelska aristokrater som inte sällan efterfrågade exakta porträtt av specifika hästar, kända antingen för sina tävlingsframgångar eller som avelsston. Beställaren av Ston och föl i flodlandskap, George Brodrick, 3:e viscount Midleton (1730–65), ägde dock själv inga hästar. De avbildade hästarna är kända från andra målningar och tros istället tillhört Charles Watson-Wentworth, 2:e markis av Rockingham som vid samma tid beställt flera hästmålningar av Stubbs, bland annat Whistlejacket (cirka 1762).    